# Ловинюк Олександр Олександрович
Олександр Олександрович Ловинюк (нар. 11 жовтня 1995, Житомир, Україна) — український футболіст, центральний півзахисник словацького «Погроньє».

## Життєпис
Народився в Житомирі. З 2008 по 2012 рік у ДЮФЛУ грав за РВУФК (Київ), БРВ-ВІК та «Волинь». Дорослу футбольну кар'єру розпочав 2014 року в «Зорі» (Романів), яка виступала в першості Житомирської області. Потім грав в обласних футбольних змаганнях за «Верес» та «Гощу-Ріттер». У квітні 2017 року перейшов до «Полісся». У футболці житомирського клубу дебютував 8 квітня 2017 року в програного (0:1) домашнього поєдинку аматорського чемпіонату України проти «Таврії-Скіфу». По завершенні сезону в аматорському чемпіонаті влітку 2017 року залишив команду.
Наприкінці липня 2017 року вперше виїхав за кордон, підписав контракт з нижчоліговою словацькою командою «Рімавска Собота». У 2018 році під час перерви в чемпіонаті Словаччини знову грав за аматорський колектив «Гоща-Ріттер». З липня 2019 року по січня 2020 року грав за інший нижчоліговий словацький клуб ФТК (Філяково). У другій половині сезону 2019/20 років виступав за боснійський клуб ГОШК. Потім знову захищав кольори ФТК (Філяково), а також грав за «Подкониці».
Наприкінці січня 2024 року перейшов до «Погроньє». Дебютував за нову команду 1 березня 2024 року в програному (1:2) домашньому поєдинку 18-го туру Другої ліги Словаччини проти «Гуменного». Олександр вийшов на поле в стартовому складі та відіграв увесь матч. Першим голом за «Погроньє» відзначився 6 квітня 2024 року на 75-й хвилині нічийного (2:2) виїзного поєдинку 23-го туру Другої ліги Словаччини проти резервної команди «Жиліни». Ловинюк вийшов на поле на 46-й хвилині замість гамбійця Усмана Куябі.